# Ceratonyx
Ceratonyx is een geslacht van vlinders van de familie spanners (Geometridae), uit de onderfamilie Ennominae.

## Soorten
- C. constantia Dyar, 1912
- C. permagnaria Grossbeck, 1912
- C. satanaria Guenée, 1858
- C. tora Rindge, 1975